# A Divorce Scandal
A Divorce Scandal è un cortometraggio muto del 1913 diretto da Thomas Ricketts. Prodotto dalla Flying A e distribuito dalla Mutual Film, aveva come interpreti Edward Coxen, Winifred Greenwood, George Field, Marian Murray, Ida Lewis, Reaves Eason.

## Trama
Reporter al giornale cittadino, Billy Barnes vorrebbe sposarsi con la fidanzata Bettina, ma lei gli promette che lo farà solo quando lui otterrà un aumento di stipendio. Con la speranza di mettere le mani su qualche caso interessante, Billy torna in redazione dove il direttore gli dà l'incarico di occuparsi di un divorzio che fa notizia: dovrà procurarsi un prezioso pacchetto di lettere di cui tutti i giornali, alla ricerca dello scandalo, sono alla ricerca. Dalla divorziata, però, il maggiordomo lo butta fuori di casa in malo modo. A Billy viene l'idea di corrompere il lattaio, cambiandosi i vestiti con lui: travestito, riesce a entrare, ignaro che di sopra si trovi anche Bettina, amica della padrona di casa. Bridget, la cameriera, intrigata dal nuovo lattaio, lo invita in cucina. Intanto Bettina e l'amica si scambiano confidenze come capita alle donne. In men che non si dica, le famose lettere finiscono in mano a Bettina. La divorziata suona per il tè. Ma la cameriera, troppo presa dal suo nuovo amico, non sente il campanello. Le due donne escono per scoprire cosa stia succedendo e Bettina vede il fidanzato tra le braccia di Bridget: dalla sorpresa, lascia cadere il fascio di lettere. La padrona di casa soccorre l'amica che ha un mancamento, mentre Billy se ne approfitta per raccattare il pacchetto e filarsela, lasciando Bridget al suo destino.

Al giornale, le lettere vanno a finire in prima pagina e Billy ottiene il sospirato aumento. Il direttore accompagna poi Billy in visita da Bettina, aiutandolo a spiegare la ragione per cui è stato trovato dalla fidanzata in quella situazione compromettente. Tutto si aggiusta e il direttore lascia i due giovani innamorati, ormai riconciliati, in un abbraccio affettuoso.

## Produzione
Il film fu prodotto dalla Flying A (American Film Manufacturing Company).

## Distribuzione
Distribuito negli Stati Uniti dalla Mutual, il film - un cortometraggio in una bobina - uscì nelle sale cinematografiche il 6 dicembre 1913. Nello stesso anno, la American Co. lo distribuì anche nel Regno Unito.